# Ovidiu Gologan
Ovidiu Gologan (n. 14 mai 1912, Constanța - d. 1972) a fost un cineast român care a lucrat ca operator și director de imagine de film. El a fost directorul de imagine al filmelor La „Moara cu noroc” (1957) și Pădurea spînzuraților (1965).
La 1 iunie 1946, operatorul Ovidiu Gologan a filmat momentul executării la închisoarea militară Jilava a mareșalului Ion Antonescu și a trei dintre principalii săi colaboratori: profesorul Mihai Antonescu, viceprim-ministru și ministru de externe, profesorul Gheorghe Alexianu, guvernatorul Transnistriei, și generalul Constantin Z. Vasiliu, comandantul Jandarmeriei Române. Materialul a fost filmat pe o peliculă de 35 mm și confiscat imediat de Securitate.

## Distincții
- Ordinul Muncii clasa a III-a (7 martie 1956) „pentru merite deosebite în muncă”[4]

## Filmografie

### Director de imagine
- La „Moara cu noroc” (1957)
- Lumină de iulie (1963)
- Pădurea spînzuraților (1965)
- Corigența domnului profesor (1968) – în colaborare cu Iulius Druckmann
- De trei ori București (1968) – segmentul „Întoarcerea”
- Aventurile lui Tom Sawyer (1968) – în colaborare cu Robert Lefebvre
- Moartea lui Joe Indianul (1968) – în colaborare cu Robert Lefebvre
- Castelul condamnaților (1970)
- Facerea lumii (1971)
- Ciprian Porumbescu (1973) – în colaborare cu Aurel Kostrakiewicz